# Twierdza w Kamieńcu Podolskim
Twierdza w Kamieńcu Podolskim (ukr. Кам'янець-Подільська фортеця) – dawna polska twierdza w Kamieńcu Podolskim; obejmowała zamknięte w meandrze Smotrycza Stare Miasto, wzniesiony nad przesmykiem most Turecki, Stary Zamek i Nowy Zamek, które broniły dostępu do mostu oraz szereg rzecznych budowli hydrotechnicznych. 
Kamieniec Podolski przez blisko trzysta lat skutecznie osłaniał południowo-wschodnie rubieże Rzeczypospolitej, zyskując przydomek „miasta niezwyciężonego”. W systemie jego obrony główne znaczenie miały budowle hydrotechniczne i to nie bierne fosy, które w tamtych latach były powszechnie stosowane lecz aktywne budowle piętrzące przy bramach Lackiej i Ruskiej. Kamieniec Podolski wybudowano na skalistej wyspie, położonej w pętli, jaką tworzy rzeka Smotrycz. Istniały trzy dojścia do miasta. Dwa z doliny rzeki Smotrycz: przez Bramę Lacką od północy oraz Bramę Ruską od południa. Trzecie wejście prowadziło przez zamek, a następnie przez czterdziestometrowy most Turecki.
Dawniej twierdza w Kamieńcu Podolskim była nazywana „przedmurzem chrześcijaństwa” i „bramą do Polski”.
W 1989 roku twierdza została wpisana na ukraińską listę informacyjną UNESCO – listę obiektów, które Ukraina zamierza rozpatrzyć do zgłoszenia do wpisu na listę światowego dziedzictwa UNESCO.

## Stary Zamek

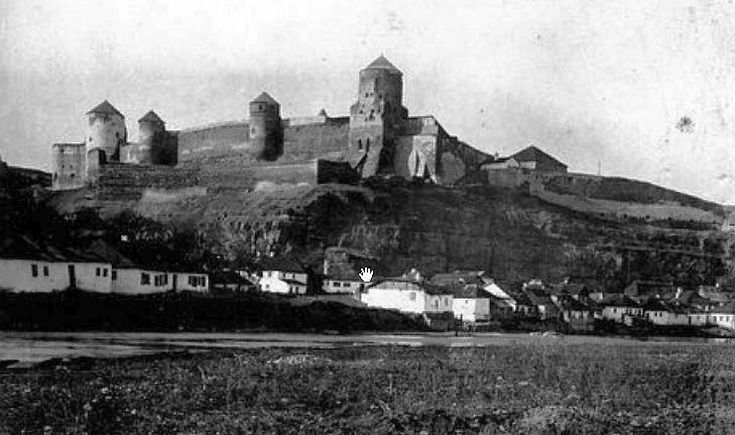
Zdjęcie twierdzy w Kamieńcu Podolskim z XV tomu Słownika geograficznego Królestwa Polskiego wydanego w 1900.

Pierwotnie umocnienia istniały już w czasach przedhistorycznych. Zamek murowany został zbudowany w drugiej połowie XIV wieku z inicjatywy litewskich książąt Jerzego i Aleksandra Koriatowiczów i Spytka z Melsztyna. Ostatecznie na stałe w granicach Królestwa Polskiego znalazł się od 1432 roku. Umocniony po klęsce warneńskiej przez wysłanych z rozkazu Kazimierza Jagiellończyka Jana z Tęczyna, Dzierżysława z Rytwian i Jana Ostroroga. W dużej części do umocnienia zamku przyczyniły się fundacje papieży: Mikołaja V, Juliusza II i Leona X. W 1494 roku zamek posiadał dwie bramy: Miejską od zachodu i Polną od wschodu. W 1542 roku powstała basteja w południowo-wschodnim narożniku. Rozpoczęto też budowę nowej Bramy Polnej. Kolejną przebudowę z rozkazu Zygmunta Starego prowadził architekt królewski Hiob Bretfus (Pretfus), który w 1544 sporządził także dokładny opis zamku. Bretfus poszerzył zamek w kierunku wschodnim, budując w 1544 Basztę Nową Wschodnią w formie pięcioboku, która broniła dostępu do bramy zamkowej od strony miasta i kryła w swoim wnętrzu studnię. Od zachodu zbudowano Małą zachodnią basztę i za nią potężną Basztę Nową Zachodnią (św. Michała) także pięciokątną (przebudowana przez Turków po zniszczeniach z 1672). Pretfus wzniósł też Bramę Polną. W 1585 król Stefan Batory nakazał modernizację starej baszty przystosowując ją do broni palnej. Dawniej na dziedzińcu, blisko bramy, stał niewielki murowany kościółek św. Stanisława, zamieniony po 1672 przez Turków na meczet i później rozebrany. Zamek został odzyskany przez Polskę po pokoju w Karłowicach (1699). W XVIII wieku przeprowadzono kolejne modernizacje pod kierunkiem Andrzeja Glovera. W 1762 Christian Dahlke zaprojektował dziedziniec południowy. Zawiązanie konfederacji barskiej w 1768 spowodowało, że gen. mjr Michał Kuczyński dotychczasowy komendant twierdzy w Kamieńcu podał się do dymisji. Na tym stanowisku zastąpił go gen. mjr Jan de Witte, który pozostał wierny królowi i odmówił poddania twierdzy konfederatom. Odmowa spowodowała kilkudniowe oblężenie warowni, która jednak oparła się atakom wojsk konfederackich, pozostając niezdobytą. W 1783 odbudowano Bramę Polną według projektu Jana de Witte. W 1790 zbudowano zamkowe kazamaty i północny dziedziniec według projektu Stanisława Zawadzkiego.
W 2000 most Turecki został wpisany na listę World Monuments Watch jako jeden ze stu cennych zabytków świata, którym zagraża zniszczenie.
Ważniejsze części zamku w kolejności od lewej strony od bramy:
- Baszta Papieska (Juliańska), zbudowana w latach 1503–1513 na koszt Juliusza II, ozdobiona jego rodzinnym herbem Della Rovere.
- Baszta Kołpak (Szlachecka, zwana też Burgrabską) z około 1502-1517 roku, ufundowana przez biskupa kamienieckiego Jakuba Buczackiego. Na południowej fasadzie wmurowano herb Buczackich Abdank.
- Baszta Tęczyńska z XV wieku, z herbem Topór
- Bateria św. Urszuli (Niski Rądel)
- Baszta Łaska (Łaskiego, Korab, Sądowa), z fundacji prymasa Jana Łaskiego, ozdobiona herbem Korab
- Baszta Denna (Dymna) - w niej od 1575 roku mieściła się kaplica zamkowa św. Michała Archanioła, którą kazał tam urządzić starosta kamieniecki Mikołaj Brzeski.
- Nowa Zachodnia Baszta z 1542 roku (Baszta św. Michała, Szeroka)
- Wieża Prochowa
- Baszta Różanka (rogowa), z łacińską inskrypcją "Wieża Krzesława, biskupa włocławskiego, którego własnym kosztem budowa zamku zakończona 1505"
- Baszta Lanckorońska z takim samym herbem. Wysoki stożkowy dach zbudowali Turcy po 1672 roku. Od strony dziedzińca przylegał do niej stary dom starosty
- Brama Polska (Polna) z 1544 (poniżej zamku), odbudowana przez Jana de Witte w 1783 i znana też jako Brama Królewska
- Baszta Wodna z XV-XVIII wieku (Baszta Smotrycka, Studzienna) - poniżej zamku, znajdowała się w niej studnia
- Nowa Wschodnia Baszta z 1544 roku - postawiona przed nieistniejącą Wieżą Czarnej i osłaniająca bramę od strony miasta. W baszcie tej znajdowała się studnia.

Otwarty dla zwiedzających za opłatą.

## Nowy Zamek
Nowy Zamek został zbudowany w 1618 lub 1621 przez nadwornego inżyniera Zygmunta III Wazy generała artylerii Teofila Szemberga. Było to ziemne dzieło rogowe z kleszczowo zagiętą kurtyną południową, systemu nowowłoskiego. Po jego zbudowaniu, aż do 1672 r., Kamieniec Podolski uważany był za niemożliwy do zdobycia. W latach 1648–54 twierdzę trzykrotnie oblegali, bez powodzenia, zbuntowani Kozacy.

## Most Turecki
Most Turecki w Kamieńcu Podolskim – kamienny most na Smotryczu, wzniesiony przed 1494 rokiem lub w czasach króla Zygmunta I Starego. Łączy twierdzę w Kamieńcu Podolskim ze Starym Miastem. Murowany most najprawdopodobniej zbudowano pod koniec XV wieku lub w wieku XVI na polecenie króla Zygmunta I Starego. Nie ma przekonujących dowodów na to, że istniała w tym miejscu wcześniej konstrukcja murowana. Pierwotnie był to most wspierający się na arkadach. U jego krańców stały dwie nadbramne baszty: od strony zamku Baszta św. Anny z Bramą Stanisława Augusta (Królewską) i druga od wschodu, zniszczona przez Turków w 1672 r. Pierwszym znanym architektem prowadzącym na nim prace był Hiob Bretfus, który w 1544 roku przebijał w skałach pod mostem kanał. Most został poważnie zniszczony podczas tureckiego oblężenia w 1672 roku. W 1685 roku jego arkady zostały obmurowane przez 500 okupujących miasto Turków. W ten sposób w miejsce arkad powstała jednolita ściana. Po odzyskaniu przez Polskę Kamieńca Podolskiego, w 1715 roku przeprowadzono jego częściowy remont. Ponowny remont wykonano na koszt króla Stanisława Augusta Poniatowskiego w 1766 roku, na pamiątkę czego w południowej części muru umieszczono napis: „Sucurrendo ruinae, Stanislaus Augustus Rex Poloniae, proprio sumptu A.D. MDCCLXVI” (Podniósł z ruin, Stanisław August król Polski, własnym kosztem, roku Pańskiego 1766). Aż do XIX wieku, gdy wybudowano Nowy Most, prowadziła po nim najważniejsza droga do miasta.

## Brama Lacka
Brama Lacka była samodzielną, miejską budowlą obronną, wyposażoną w pięć baszt i przegradzała całą dolinę rzeki, łącząc jej skaliste brzegi. Wejście do miasta było możliwe tylko przez bramę, której nie dało się ominąć. W celu utrudnienia dostępu brama wyposażona była w system śluz, które służyły do spiętrzenia wody Smotrycza w wypadku zagrożenia atakiem obcych wojsk. W ten sposób powstawało trudne do przebycia dla nieprzyjaciela jezioro. Po spiętrzeniu wody Lacka Brama była tak niedostępna, że podczas oblężenia Kamieńca w 1672 r. strzegła jej jedynie straż, a nie oddział obronny. Nadmiar wody (znaczna jej część prawdopodobnie przeciekała przez budowlę względnie filtrowała przez jej podłoże) odpływał przekopanym kanałem pod Mostem Tureckim. W czasach pokoju kanał był wykorzystywany do zasilania młynów.

## Brama Ruska
Brama Ruska, zagradzająca dojście do miasta od strony południowej, także przecinała dolinę Smotrycza tak, aby uniemożliwić do niej dostęp. Podobnie jak Brama Lacka, stanowiła ona rodzaj samodzielnej warowni z czterema basztami służącymi do ostrzału oraz murowaną zaporą kamienną. Brama Ruska nie zamykała w pełni doliny Smotrycza, prawdopodobnie ze względu na konieczność zwiększenia przepustowości podczas wezbrania wody. W przypadku zagrożenia atakiem Smortycz był przegradzany w tym miejscu zaporą ziemno - narzutową, która stanowić miała ważny element obrony miasta. W trakcie oblężenia w 1672 r. Turcy usiłowali zniszczyć ją artylerią, jednak im się to nie udało. Spiętrzenie wody w Bramie Ruskiej powodowało zatopienie pętli Smotrycza wokół miasta, co przy wysokich skalnych ścianach wąwozu praktycznie uniemożliwiało atak od tej strony. Turkom prawdopodobnie dlatego tak bardzo zależało na jej zniszczeniu, gdyż podstawowym, stosowanym przez nich sposobem niszczenia fortyfikacji było wykonanie podkopu, a następnie wysadzenie ich części. Technika ta była nieprzydatna w przypadku obydwu bram. Przed Bramą Lacką było stosunkowo duże sztuczne jezioro, co uniemożliwiało wszelkie roboty ziemne. Natomiast prawdopodobnie groźba gwałtownego zrzutu wody przez Bramę Ruską i związanego z tym chwilowego zatopienia doliny, wystarczająco odstraszała od prób wykonania pod nią podkopu.

## Literatura
- Stanisław Sławomir Nicieja, Twierdze kresowe Rzeczypospolitej, Wydawnictwo Iskry, Warszawa, 2006, ss. 67-88, ISBN 83-244-0024-9.
- Leszek Opyrchał, Budowle hydrotechniczne w systemie obronnym Kamieńca Podolskiego do roku 1699, I Konferencja Naukowa — Korbielów 2000 „Metody Komputerowe w Projektowaniu i Analizie Konstrukcji Hydrotechnicznych".
- Jadwiga Nadzieja: Od jakobina do księcia namiestnika. Katowice: 1988. ISBN 83-216-0682-2.